# Igreja de São José do Desterro
A Igreja de São José do Desterro está localizada no Largo do Desterro, próximo ao Aterro do Bacanga, em São Luís, Maranhão. É uma das principais igrejas católicas da cidade e uma das mais antigas, cuja construção primitiva pode datar de 1618.

## Histórico
O primeiro templo do local era uma ermida dedicada a Nossa Senhora do Desterro (e não a São José), construída no século XVII. Sabe-se que era uma ermida pequena, coberta de palha, com a porta voltada para o mar e não para a Rua da Palma, como atualmente.
Em 25 de novembro de 1641, a cidade de São Luís foi tomada pelos holandeses. Sob o comando do almirante Jan Cornelisz Lichthart, 18 naus ocuparam a foz do Rio Bacanga e mais de mil homens desembarcaram em frente à ermida do Desterro, começando a saquear a cidade sem encontrar quase nenhuma resistência. Na ermida, os invasores despedaçaram as imagens de Nossa Senhora do Desterro e de Santo Antônio, ofenderam os religiosos locais e levaram seus bens.
Após a derrota dos holandeses, os frades mercedários João Cerveira e Marcos da Natividade obtiveram, em 1654, autorização para construir a Igreja e o Convento das Mercês no local onde ficava a ermida do Desterro. A segunda igreja feita no local caiu em 1832. Um negro chamado José Lé, que morava na região e era devoto a São José, se ofereceu para reconstruí-la. Apesar de receber pouca ajuda, conseguiu deixar as paredes mestras prontas, antes de falecer. O escrivão José Antônio Furtado de Queixo, que também morava próximo, conseguiu terminar a construção com a ajuda de esmolas, em 1839. Com a morte do escrivão, a igreja foi novamente abandonada e muitos de seus objetos sagrados foram roubados.

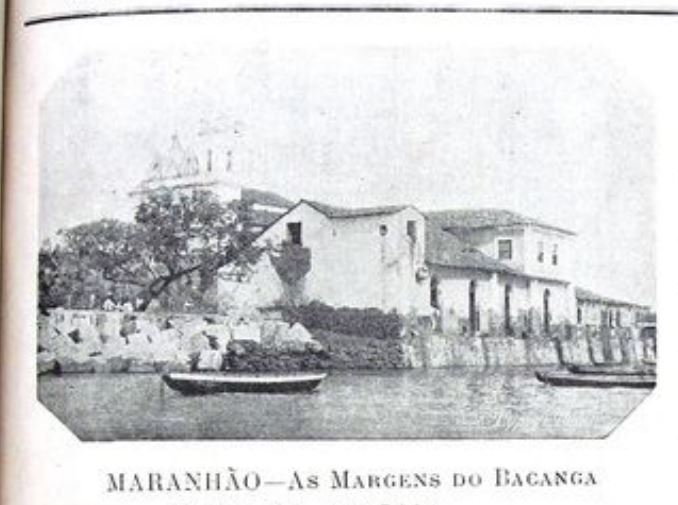
Região do Desterro em 1904, à margem do Rio Bacanga, antes da construção do Aterro do Bacanga. A igreja é visível ao fundo

Em 1865, a Câmara Municipal pediu ao Bispo autorização para construir uma praça e um mercado de peixe no local, já que a igreja estava arruinada. O Bispo nomeou dois membros da igreja para darem um parecer, com auxílio do arquiteto João Antônio dos Santos. Dada a sua importância para a cidade, o templo foi poupado da demolição e uma comissão de 30 membros foi formada para planejar a retomada da construção. Com grande ajuda da população local, a igreja foi reedificada por Marcelino José Antunes Pimenta. A obra foi concluída em 21 de outubro de 1869. A igreja foi abençoada em 21 de novembro do mesmo ano, atraindo uma grande multidão ao largo, estando presente o presidente da província Brás de Sousa.
Passou por reformas em 1943, devido à falta de condições para celebrar missas. Em 1954, teve vários serviços básicos restaurados pela DPHAN (Diretoria do Patrimônio Histórico e Artístico Nacional). Em março de 1975, durante o governo de Pedro Neiva de Santana, passou por nova restauração.

## Características
A igreja apresenta uma única torre sineira, à esquerda e de base quadrangular, encimada por coruchéus ligados por grades de ferro com a data "1868" na frente. A presença dos bulbos no frontão faz com que a igreja seja erroneamente classificada como bizantina. Apresenta cinco janelas na fachada, sendo as três centrais posteriores ao restante da fachada, assim como a torre. A porta central é ladeada por nichos e duas outras portas encimadas por óculos. No interior da nave central, o piso é de lajotas de barro cozido, e o teto, em abóbada de berço. O altar-mor tem piso de cantaria e retábulo do século XIX, em estilo neoclássico. As naves laterais são assoalhadas e têm teto de madeira.
O bulbo central do frontão aparenta ser uma cúpula por uma questão de perspectiva. O paralelo mais próximo com esta característica são algumas igrejas, em sua maioria franciscanas, em Goa, na Índia.